# Liste der britischen Nobelpreisträger
Seit 1901 wird aus den Stiftungsgeldern des schwedischen Chemikers und Industriellen Alfred Nobel (1833–1896) der Nobelpreis finanziert. Folgende Briten erhielten die Auszeichnung (Stand: 7. Oktober 2020):

## Friedensnobelpreis
- William Randal Cremer 1903
- Austen Chamberlain 1925
- Norman Angell 1933
- Arthur Henderson 1934
- Robert Cecil, 1. Viscount Cecil of Chelwood 1937
- John Boyd Orr 1949
- Philip Noel-Baker 1959
- Betty Williams und Mairead Corrigan (beide Nordirland) 1976
- Józef Rotblat 1995
- John Hume und David Trimble (beide Nordirland) 1976

Organisationen mit Sitz im Vereinigten Königreich:
- The Friends Service Council 1947
- Amnesty International 1977

## Nobelpreis für Literatur
- Rudyard Kipling 1907
- George Bernard Shaw 1925
- John Galsworthy 1932
- Thomas Stearns Eliot 1948
- Bertrand Russell 1950
- Winston Churchill 1953
- Elias Canetti 1981
- William Golding 1983
- V. S. Naipaul 2001
- Harold Pinter 2005
- Doris Lessing 2007
- Kazuo Ishiguro 2017

## Nobelpreis für Chemie
- William Ramsay 1904
- Ernest Rutherford 1908
- Frederick Soddy 1921
- Francis William Aston 1922
- Arthur Harden 1929
- Walter Norman Haworth 1937
- Robert Robinson 1947
- Archer J. P. Martin 1952
- Richard L. M. Synge 1952
- Cyril Norman Hinshelwood 1956
- Alexander Robert Todd 1957
- Frederick Sanger 1958
- Max F. Perutz 1962
- John C. Kendrew 1962
- Dorothy Crowfoot Hodgkin 1964
- Ronald G. W. Norrish 1967
- George Porter 1967
- Derek H. R. Barton 1969
- Geoffrey Wilkinson 1973
- Peter D. Mitchell 1978
- Frederick Sanger 1980
- Aaron Klug 1982
- Harold Kroto 1996
- John E. Walker 1997
- John A. Pople 1998
- Venkatraman Ramakrishnan 2009
- Michael Levitt 2013
- J. Fraser Stoddart 2016
- Richard Henderson 2017
- Gregory P. Winter 2018
- M. Stanley Whittingham 2019

## Nobelpreis für Physik
- John William Strutt 1904
- Joseph John Thomson 1906
- William Henry Bragg 1915
- William Lawrence Bragg 1915
- Charles Glover Barkla 1917
- Charles Thomson Rees Wilson 1927
- Owen Willans Richardson 1928
- Paul A. M. Dirac 1933
- James Chadwick 1935
- George Paget Thomson 1937
- Edward Victor Appleton 1947
- Patrick Maynard Stuart Blackett 1948
- Cecil Powell 1950
- John Cockcroft 1951
- Dennis Gábor 1971
- Brian David Josephson 1973
- Martin Ryle 1974
- Antony Hewish 1974
- Nevill F. Mott 1977
- Anthony James Leggett 2003
- Charles Kuen Kao 2009
- Andre Geim 2010
- Konstantin Novoselov 2010
- Peter Higgs 2013
- David J. Thouless 2016
- F. Duncan M. Haldane 2016
- J. Michael Kosterlitz 2016
- Roger Penrose 2020

## Nobelpreis für Physiologie oder Medizin
- Ronald Ross 1902
- Archibald Vivian Hill 1922
- Frederick Gowland Hopkins 1929
- Edgar Douglas Adrian 1932
- Charles Scott Sherrington 1932
- Henry Hallett Dale 1936
- Alexander Fleming 1945
- Ernst Boris Chain 1945
- Howard W. Florey 1945
- Hans Adolf Krebs 1953
- Peter B. Medawar 1960
- Francis Crick 1962
- Maurice H. F. Wilkins 1962
- Alan Lloyd Hodgkin 1963
- Andrew Huxley 1963
- Bernard Katz 1970
- Rodney Robert Porter 1972
- Nikolaas Tinbergen 1973
- Godfrey N. Hounsfield 1979
- John Robert Vane 1982
- James W. Black 1988
- Richard John Roberts 1993
- Tim Hunt 2001
- Paul M. Nurse 2001
- Sydney Brenner 2002
- John E. Sulston 2002
- Peter Mansfield 2003
- Oliver Smithies 2007
- Martin Evans 2007
- Robert Edwards 2010
- John Gurdon 2012
- John O’Keefe 2014
- Peter J. Ratcliffe 2019
- Michael Houghton 2020

## Nobelpreis für Wirtschaftswissenschaften
- John Richard Hicks 1972
- Friedrich Hayek 1974
- James Edward Meade 1977
- William Arthur Lewis 1979
- Richard Stone 1984
- Ronald Coase 1991
- James Mirrlees 1996
- Clive W. J. Granger 2003
- Christopher Pissarides 2010
- Angus Deaton 2015